# Pintura eletrostática
A pintura eletrostática ou lacagem é um processo de pintura que tem como finalidade o revestimento do ferro, alumínio, ouro, cobre ou outros metais com uma película de polímero termo-endurecível colorido (pó de poliester). Existem inúmeras cores que podem ser utilizadas, sendo o branco, verde, cinza, azul, laranja e castanho as mais habituais.
Este processo de pintura garante a flexibilidade da peça sem ofender a pintura. Quando uma peça é pintada a tinta recebe uma carga elétrica oposta à peça, fazendo com que a tinta se fixe no material acumulado justificativamente.
Ela garante 50% em economia de tinta, 90% menos tempo de aplicação, 200% menos tempo de cura, para o manuseio da peça, e muito mais fixação.A cura da camada de tinta depositada é obtida pelo processo de polimerização, formando um filme rígido, obtido em estufa convectiva, com temperatura variando entre 120º e 260º C.
Um ótimo exemplo de pintura eletrostática a pó são as molas: mesmo flexionadas, a tinta permanece intacta.
Outros exemplos mais simples de uso de pintura eletrostática a pó, são produtos da linha branca de dentro de casa, como microondas, geladeiras,maquinas de lavar roupa, pois necessitam de uma proteção com estética e durabilidade.

## Processo
A peça de trabalho desloca-se por uma correia transportadora em direção a uma cabine de pintura ou tanque de tinta, onde é borrifada ou imersa em tinta [partículas] eletrostaticamente carregadas. Integrado em uma cabine de pintura a pó é uma unidade de recuperação de pó, que recupera entre 95% e 100% dos revestimentos de excesso de pintura. Depois que a peça de trabalho é revestida, ela continua na correia transportadora até um forno, onde a tinta é curada. Os benefícios do processo de revestimento eletrostático são a capacidade de recuperar o excesso de pulverização e automatizar o processo, o que reduz os custos. A razão para o pouco de pulverização é que as partículas de tinta que não atingem a peça irão girar no ar e voltar para a peça. Há também algumas desvantagens no processo: tudo na área do revestimento deve ser  terra para evitar o acúmulo de eletricidade estática e pode facilmente arcar, danificando os dispositivos de suspensão e / ou os locais onde a suspensão os dispositivos ficam no transportador. Todos os suportes, transportadores, etc. devem ser limpos frequentemente para garantir um bom aterramento e evitar que alguém na área sofra um choque grave. Em um sistema aerotransportado, qualquer recesso na peça que está sendo revestida pode ser perdido porque a tinta eletrostática é mais atraída por cantos e bordas afiadas; Isso significa que outro processo de revestimento pode ser uma opção melhor se a peça tiver recessos. No processo de imersão, o aprisionamento de ar pode ocorrer em furos cegos e recessos profundos, de modo que o posicionamento da peça ao entrar no tanque de tinta é crítico na remoção de qualquer ar aprisionado que restrinja a cobertura da pintura.